# スペースキー

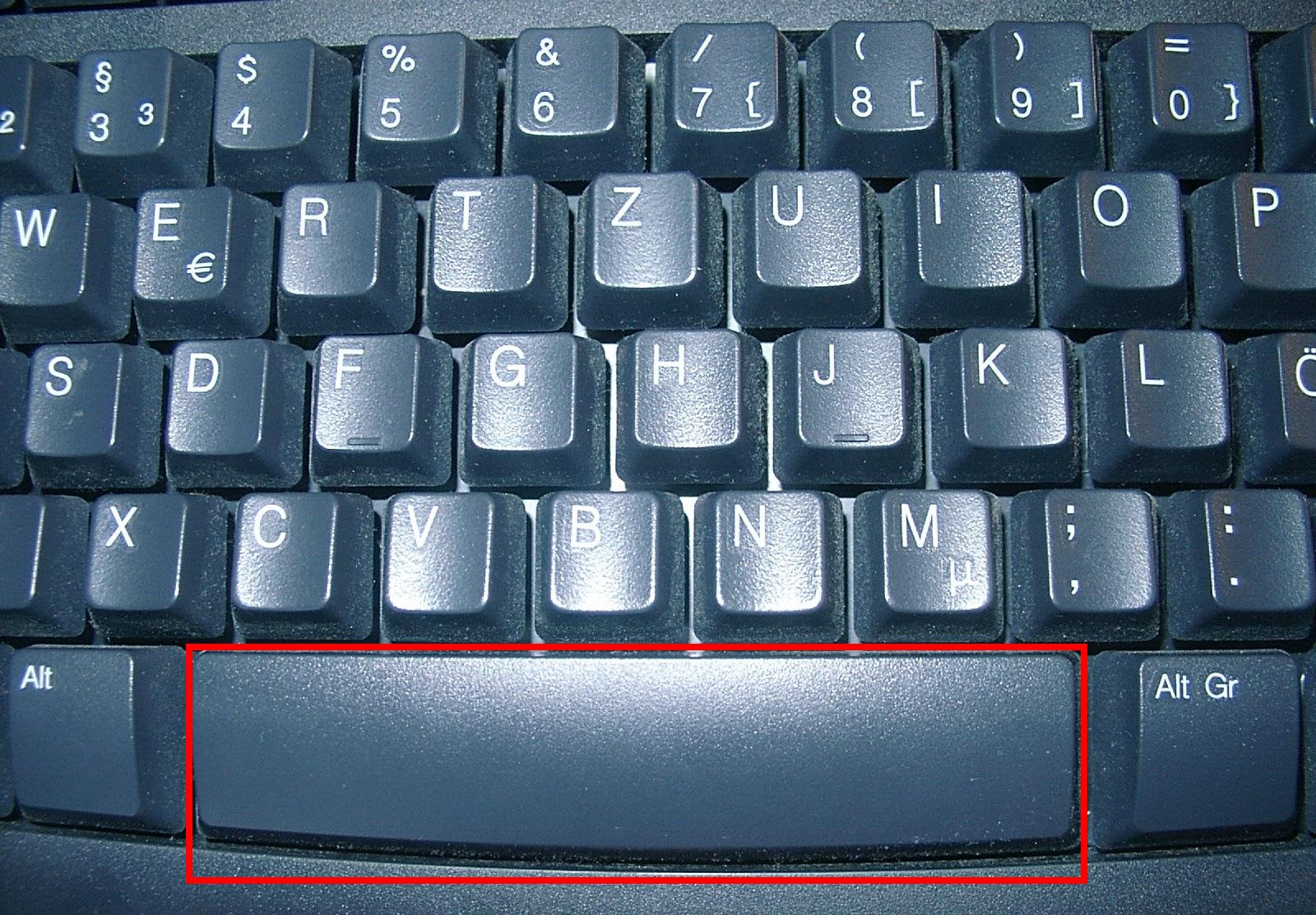
英語キーボードのスペースキー（下部中央）

スペースキー（space key）は、英文タイプライターやコンピュータ用のキーボードのキーの一つである。主な目的はスペース（空白）の入力であるが、日本ではかな漢字変換の変換キーとしても使用する。

## 概要
スペースキーは通常、キーボードの一番下の行にあり、水平で他のキーより幅広い。そのため、スペースバー（space bar）とも呼ばれる。通常は何も刻印されていないが、「スペース」などと書かれている場合もある。
主な用途は文字入力の際のスペース文字の入力であり、左右いずれの親指でも押しやすいように幅が広い。これは、元来キーボードは英文タイプライターが出自であり、欧文では単語間に必ずスペースを入れるから、その使用頻度が極めて高いことによる。標準的な指の割り当てでも、それ以外のキーを人差し指から小指に割り当て、スペースキーのみは親指で、しかも左右どちらを使ってもかまわないとして、特別扱いである。
しかし日本語キーボードや韓国語キーボードでは、他の言語のキーボードと比較するとスペースキーの幅は広くない。これはスペースバーの左右に言語入力キーが追加されたためである。

## 歴史
当初（19世紀後半より前のタイプライターにおいて）、スペースバーは文字通りの「バー」であり、キーボードの幅全体に渡る（あるいはそれよりも広く、キーボードを取り囲む）金属製のバーがついていた。このバーはどのアームにもつながっておらず、押すと文字を印字せずにキャリッジを1文字分動かした。キーボードに色々な機能のキーが追加され、キーボードのスタイルが整えられるにつれ、スペースバーは徐々に短くなり、他のキーと同じようなキーになった。その長さはキーボードの種類によって異なるが、標準的なQWERTY配列の英語キーボードではC, V, B, N, Mの下、両方のAltキー（またはコマンドキー）の間にある。
初期のタイプライターやコンピュータのキーボードには、スペースキーが中央にない、もしくは大きくないもの（ハンセン・ライティングボール、ハモンドのタイプライター、ZX Spectrum、Jupiter Aceなど）もあった。ショールズ・アンド・グリデン・タイプライターでは、スペースの入力にレバーを使用した。

## 他の用途
オペレーティングシステムによっては、スペースキーはコントロールキーなどの修飾キーと一緒に使うことで、サイズ変更、現在のウィンドウを閉じる、ハーフスペース、バックスペース、などの機能を果たす。
コンピュータゲームやその他のアプリケーションソフトウェアでは、スペースキーは通常の文字入力用に加えて、ジャンプする、チェックボックスをマークする、などの無数の用途で使用されている。デジタルビデオを再生するほとんどのメディアプレーヤー、DAW、動画編集ソフトでは一時停止や再開の用途で使用されている。
日本ではかな漢字変換の「変換キー」としても使われる場合が多い（スペース変換）。この操作が主流となったのはPC-9801シリーズと一太郎のATOKとされる。背景としては、日本語では文章中には通常はスペースを多用しないが、変換キーは多用する、更にはPC-9801シリーズのスペースキーは幅が広く使用しやすく、逆に「XFER」（変換キー）や「NFER」（無変換キー）は使用しにくかった（初期のキーボードでは「NFER」が無い、幅が狭い、キーの用途が広く知られていない）事が挙げられる。なお一太郎と競合した松は、当初は「XFER」で変換し、スペースは変換時の区切りの指示に使用した。のちにスペース変換への支持層の増大によりスペースキーによる変換もサポートした。このスペース変換は「親指で変換しやすい」という操作性では親指シフトとも似ている。